# Liste der Kulturgüter in Dietwil
Die Liste der Kulturgüter in Dietwil enthält alle Objekte in der Gemeinde Dietwil im Kanton Aargau, die gemäss der Haager Konvention zum Schutz von Kulturgut bei bewaffneten Konflikten, dem Bundesgesetz vom 20. Juni 2014 über den Schutz der Kulturgüter bei bewaffneten Konflikten sowie der Verordnung vom 29. Oktober 2014 über den Schutz der Kulturgüter bei bewaffneten Konflikten unter Schutz stehen.
Objekte der Kategorien A und B sind vollständig in der Liste enthalten, Objekte der Kategorie C fehlen zurzeit (Stand: 1. Januar 2023). Unter übrige Baudenkmäler sind weitere geschützte Objekte zu finden, die in der Bau- und Nutzungsordnung der Gemeinde verzeichnet und nicht bereits in der Liste der Kulturgüter enthalten sind.

## Kulturgüter
| Foto |                                                                          | Objekt                                                                      | Kat. | Typ | Standort                                   | Beschreibung |
| ---- | ------------------------------------------------------------------------ | --------------------------------------------------------------------------- | ---- | --- | ------------------------------------------ | ------------ |
| ja   | Datei hochladen · Wikidata zu Römisch-katholische Pfarrkirche (Q1304085) | Römisch-katholische Pfarrkirche mit Beinhaus und Grabkapelle KGS-Nr.: 00101 | A    | G   | Vorderdorfstrasse 4.3, 4.4 672369 / 222276 |              |
| ja   | Datei hochladen · Wikidata zu Römisch-katholisches Pfarrhaus (Q2082444)  | Römisch-katholisches Pfarrhaus KGS-Nr.: 15335                               | B    | G   | Vorderdorfstrasse 4 672372 / 222244        |              |

## Übrige Baudenkmäler
| ID     | Foto |                 | Objekt                           | Typ | Standort                                   | Beschreibung |
| ------ | ---- | --------------- | -------------------------------- | --- | ------------------------------------------ | ------------ |
| 5      | ja   | Datei hochladen | Wohnhaus                         | G   | Gumpelsfahr 673171 / 221427                |              |
| 9      |      | Datei hochladen | Wohnhaus                         | G   | Gumpelsfahr                                |              |
| 29     |      | Datei hochladen | Speicher, alter Teil             | G   | Eien                                       |              |
| 72     |      | Datei hochladen | Wohnhaus                         | G   | Vorderglezen                               |              |
| 93     | ja   | Datei hochladen | Speicher                         | G   | Wallmatt 672565 / 221701                   |              |
| 103    | ja   | Datei hochladen | Wohnhaus                         | G   | Vorderdorfstrasse 1 672353 / 222154        |              |
| 107    | ja   | Datei hochladen | Restaurant Traube                | G   | Feldstrasse 1 672328 / 222182              |              |
| 118a/b | ja   | Datei hochladen | Doppelwohnhaus                   | G   | Vorderdorfstrasse 8/10 672347 / 222359     |              |
| 184    | ja   | Datei hochladen | Ehemalige Gärtnerei Meier (1819) | G   | Luzernerstrasse 1 672473 / 222146          |              |
| 191    |      | Datei hochladen | Speicher                         | G   | Hinterdorfstrasse                          |              |
| 202    | ja   | Datei hochladen | Wohnhaus                         | G   | Hinterdorfstrasse 22 672333 / 222680       |              |
| 229    | ja   | Datei hochladen | Schulhaus                        | G   | Vorderdorfstrasse 672274 / 222292          |              |
| 234    | ja   | Datei hochladen | Bienenhaus                       | G   | Museggstrasse 672383 / 222434              |              |
| 237    | ja   | Datei hochladen | Kaplanei                         | G   | Vorderdorfstrasse 6 672384 / 222317        |              |
| 305    | ja   | Datei hochladen | Speicher                         | G   | Gumpelsfahr 673354 / 221771                |              |
|        |      | Datei hochladen | Grenzstein                       | K   | Altweiher                                  |              |
|        | ja   | Datei hochladen | Missionskreuz                    | K   | Friedhof 672356 / 222273                   |              |
|        | ja   | Datei hochladen | Wegkreuz                         | K   | Wallmatt/Vorderdorfstrasse 672451 / 221872 |              |

Legende: Siehe Legende der Liste der Kulturgüter von nationaler und regionaler Bedeutung. Anstelle der KGS-Nummer wird als Objekt-Identifikator (ID) die Inventar- oder Gebäudenummer in der Bau- und Nutzungsordnung der Gemeinde verwendet.